# Neuhofstraße 21 (Mönchengladbach)

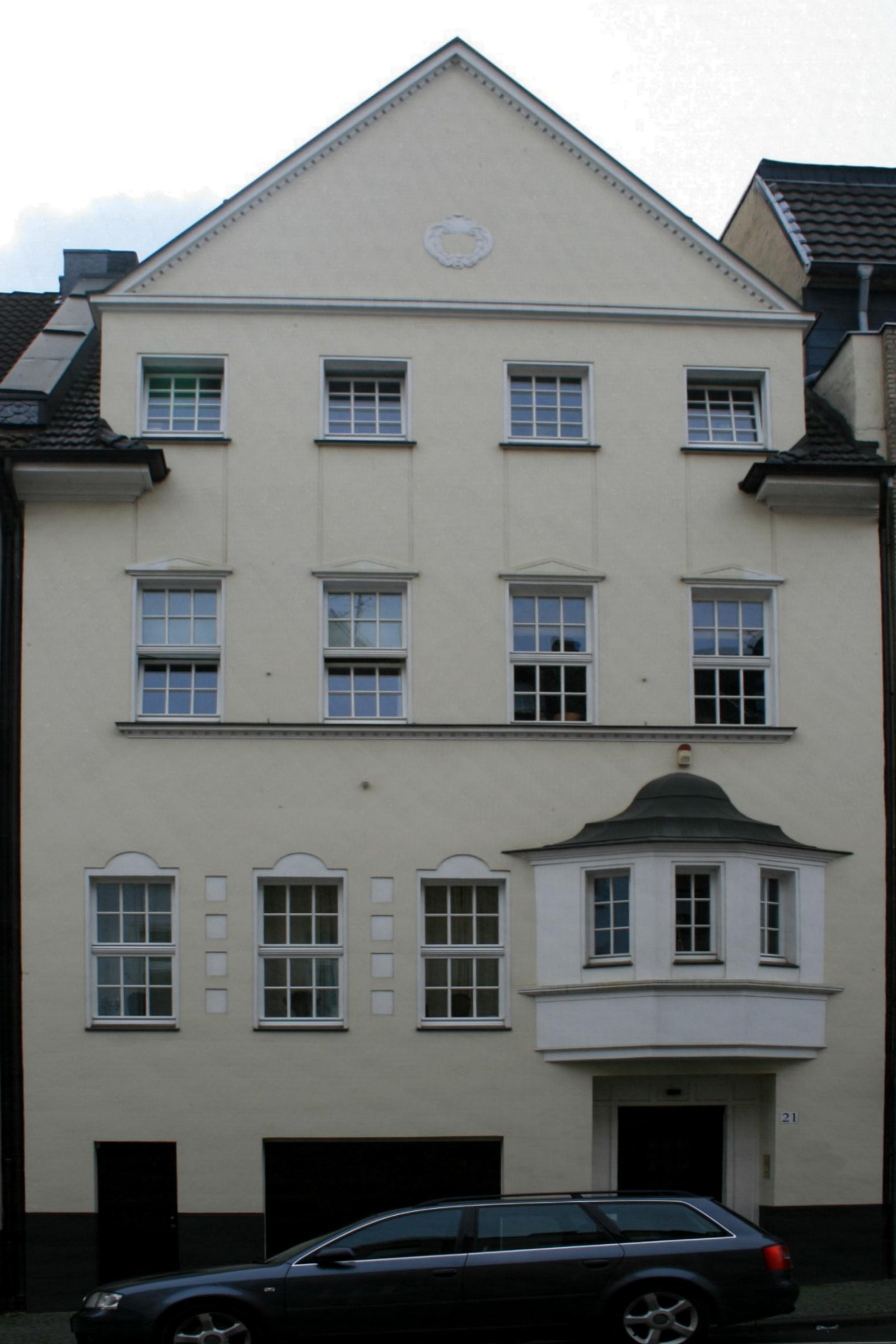
Wohnhaus (2010)

Das Wohnhaus Neuhofstraße 21 befindet sich im Stadtteil Eicken in Mönchengladbach (Nordrhein-Westfalen).
Das Gebäude wurde 1905 erbaut. Es wurde unter Nr. N 018 am 12. April 1999 in die Denkmalliste der Stadt Mönchengladbach eingetragen.

## Lage
Das Objekt liegt in der Neuhofstraße, die im Norden des Gründerzeitviertels die Hohenzollernstraße mit der Eickener Straße verbindet.

## Architektur
Es handelt sich um ein giebelständiges, vierachsiges, zweigeschossiges Wohnhaus mit mächtigem, fast die gesamte Breite der Front einnehmendem Zwerchhaus. Ebenerdiger Haus-, Kellergeschoss- und Garagenzugang. Über dem Hauszugang ist im Hochparterre ein kleiner, von drei hochrechteckigen Fenstern belichteter Erker angeordnet.
Überwiegend glatt verputzte Fassade mit nur leicht abgesetzten, flachen Putzrahmungen um die hochrechteckigen Fensteröffnungen. Diese zeigen im Erker und im ersten Obergeschoss ein durchlaufendes, die Fenster verbindendes Sohlbankgesims. Das Giebelfeld des Zwerchhauses wird durch ein umlaufendes Gesims, im Bereich des Kranzgesimses mit Zahnschnitt, eingefasst. Einziges weiteres Schmuckelement ist ein im unteren Drittel des Giebelfeldes angebrachter Flechtwerkkranz.